# Amaliai (przystanek kolejowy)
Amaliai – nieczynny przystanek kolejowy na Litwie, w Kownie, na Omolach. Znajduje się na głównej linii kolejowej Wilno – Kowno.
Położony jest na wschód od  głównego dworca w Kownie.

## Linie kolejowe
- Wilno – Kowno